# Salon Primevère
Pour l’article homonyme, voir Primevère.
Le Salon Primevère est une foire-exposition annuelle organisée début mars à Eurexpo (Chassieu) dans la Métropole de Lyon. Sa première édition eut lieu en 1987. Le salon se déroule depuis l'an 2000 à Eurexpo.
Il a pour principaux thèmes, l'écologie, la nature et le développement durable. Il se définit lui-même comme le « salon des alternatives, dédié aux solutions alternatives, écologiques et solidaires ». Les médias le présentent parfois comme le « salon de l'alter-écologie ».
Depuis les années 2010, le salon attire près de 26 000 visiteurs en trois jours. Il a été organisé en février par le passé par exemple en 2001.

## Présentation
(décembre 2020).
L'édition 2013 était la 27e édition et réunissait près de 470 exposants,. En 2014 pour la 28e édition, le thème du salon était : « se réapproprier nos vies ».
En 2015 pour la 29e édition, le thème était : « Le grand carnaval ». 
En 2016 pour la 30e édition, le thème était : « et c'est pas fini ! ». Plus de 500 exposants, 150 heures de débats, 16 espaces d'animations.
En 2017 pour la 31e édition, le thème était : « Affirmons notre humanité ». Entre autres, conférence de Pierre Rabhi.
En 2018 pour la 32e édition, le thème était :  « Co-errances ».
En 2019 pour la 33e édition, le thème était : « Vivre en réseaux ».
En 2020 pour la 34e édition, le thème était : « Le Pouvoir d'Agir ».